# 창도역
창도역(昌道驛)은 지금의 조선민주주의인민공화국 강원도 김화군에 위치했던 금강산선의 철도역이다.

## 연혁
- 1927년 9월 1일 : 탄감~창도 간 개통과 함께 영업 개시[1]
- 1944년 10월 1일 : 금강산선 창도~내금강 간 49.0 km 선로 철거로 종착역이 됨
- 1950년 : 한국 전쟁으로 폐지